# Ottelia ovalifolia
Ottelia ovalifolia là một loài thực vật có hoa trong họ Hydrocharitaceae. Loài này được (R.Br.) Rich. mô tả khoa học đầu tiên năm 1814.